# Dalem

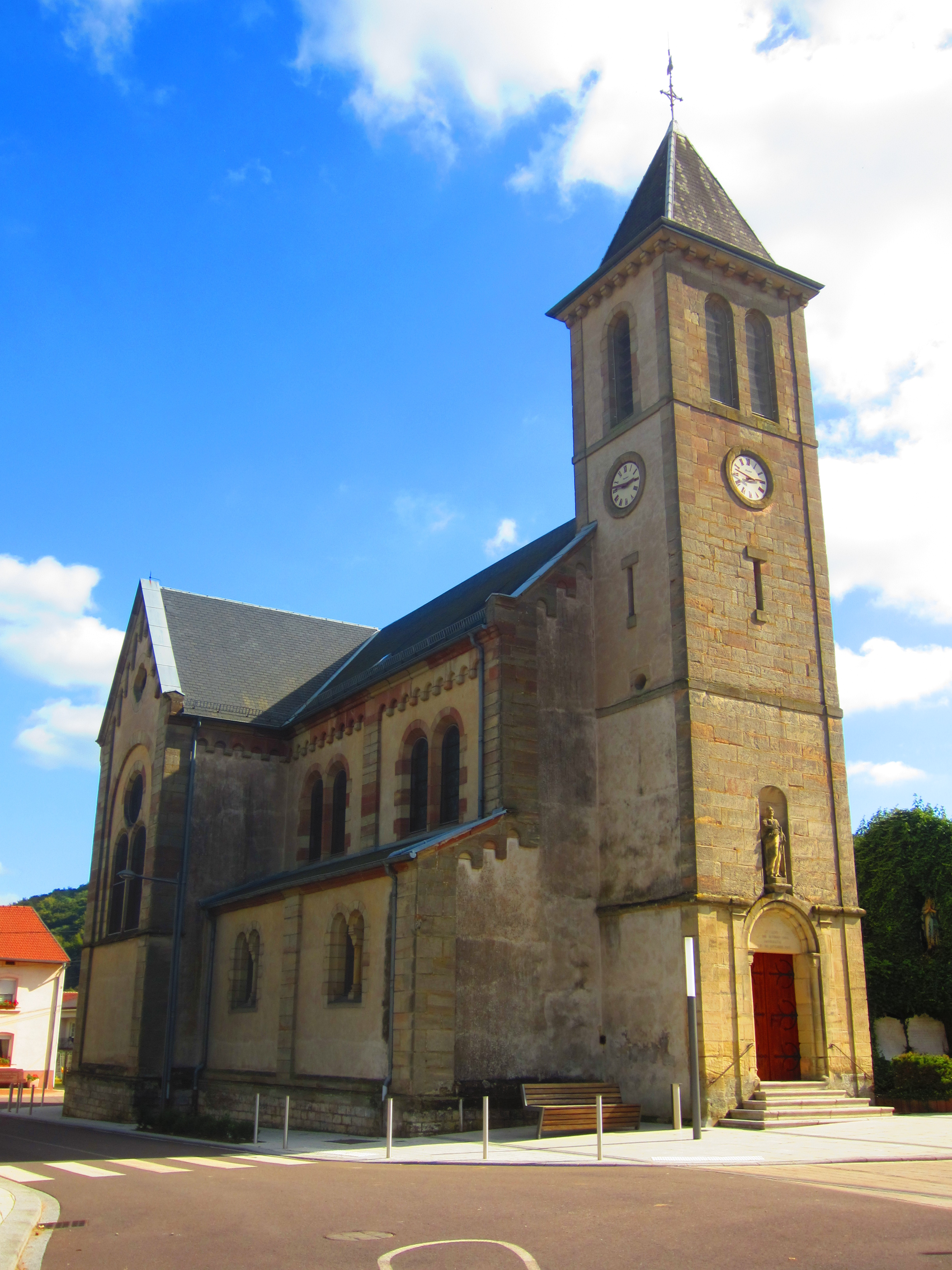
Kirche St. Pierre

Dalem ist eine französische Gemeinde mit 698 Einwohnern (Stand 1. Januar 2022) im Département Moselle in der Region Grand Est (bis 2016  Lothringen).

## Geographie
Die Gemeinde Dalem liegt im Norden Lothringens, 35 Kilometer ostnordöstlich von Metz, zehn Kilometer nordöstlich von Boulay-Moselle (Bolchen), acht Kilometer südöstlich von Bouzonville (Busendorf) und sechs Kilometer westlich der saarländischen Gemeinde Überherrn. 
Nachbargemeinden von Dalem sind Rémering (Reimeringen) im Nordosten, Merten im Osten, Falck (Falk) im Südosten, Hargarten-aux-Mines (Hargarten) im Süden, Téterchen (Teterchen) im Westen sowie Tromborn (Tromborren) im Nordwesten.

## Geschichte
Der Ort wurde urkundlich erwähnt als  Dala (1179),  Dalcheim (1299), le chasteau et maison forte de Dales (1303), la forte maison de Dalle (1337), Dalheim (1594) und Dhallem (1778). Die Ortschaft gehörte früher zum Herzogtum Lothringen im Heiligen Römischen Reich. Hier befand sich einst ein Schloss, Sitz einer Baronie, das schon im 17. Jahrhundert zerstört war, von dem im 19. Jahrhundert aber noch eine Ruine stand.
Durch den Frankfurter Frieden vom 10. Mai 1871 kam das Gebiet an das deutsche Reichsland Elsaß-Lothringen, und das Dorf wurde dem Kreis Bolchen im Bezirk Lothringen zugeordnet. Die Dorfbewohner betrieben Getreide-, Kartoffel-, Obst- und Gemüsebau.
Nach dem Ersten Weltkrieg musste die Region aufgrund der Bestimmungen des Versailler Vertrags 1919 an Frankreich abgetreten werden. Im Zweiten Weltkrieg war die Region von der deutschen Wehrmacht besetzt und stand unter deutscher Verwaltung.
Von 1940 bis 1944 trug die Gemeinde den Namen Dahlem (Westmark). 

### Bevölkerungsentwicklung
| Jahr      | 1962 | 1968 | 1975 | 1982 | 1990 | 1999 | 2006 | 2019 |
| Einwohner | 487  | 530  | 550  | 574  | 545  | 577  | 636  | 690  |

## Sehenswürdigkeiten
- Kirche St. Pierre von 1902